# Merocoris curtatus
Merocoris curtatus är en insektsart som beskrevs av Waldo Lee McAtee 1919. Merocoris curtatus ingår i släktet Merocoris och familjen bredkantskinnbaggar. Inga underarter finns listade i Catalogue of Life.